# Frinnaryds socken
Frinnaryds socken i Småland ingick i Norra Vedbo härad, ingår sedan 1971 i Aneby kommun i Jönköpings län och motsvarar från 2016 Frinnaryds distrikt.
Socknens areal är 40,58 kvadratkilometer, varav land 39,23. År 2000 fanns här 860 invånare. Tätorten Sundhultsbrunn samt tätorten Frinnaryd med sockenkyrkan Frinnaryds kyrka ligger i denna socken. 

## Administrativ historik
Frinnaryds socken har medeltida ursprung.
Vid kommunreformen 1862 övergick socknens ansvar för de kyrkliga frågorna till Frinnaryds församling och för de borgerliga frågorna till Frinnaryds landskommun. Denna senare inkorporerades 1952 i Bredestads landskommun som 1967 uppgick  i Aneby landskommun som 1971 ombildades till Aneby kommun.
1 januari 2016 inrättades distriktet Frinnaryd, med samma omfattning som församlingen hade 1999/2000.
Socknen har tillhört samma fögderier och domsagor som Norra Vedbo härad. De indelta soldaterna tillhörde Jönköpings regemente, Norra Vedbo kompani och Smålands husarregemente, Livskvadronen, Livkompanit.

## Geografi
Frinnaryds socken ligger nordost om Aneby och öster om Ralången och Svartån. Socknen är en höglänt skogstrakt med höjder som når över 300 meter över havet.

## Fornlämningar
Här finns en hällkista och några gravrösen från bronsåldern och tre järnåldersgravfält.

## Namnet
Namnet (1300 Frinnarydhum) kommer från kyrkbyn. Förleden har antagits vara en form av mansnamnet Frinne (Fridniut), efterleden är ryd, 'röjning'.

### Fotnoter
1. 1 2  Svensk Uppslagsbok Frinnaryds socken Arkiverad 19 augusti 2015 hämtat från the Wayback Machine.
2. 1 2  Harlén, Hans; Harlén Eivy (2003). Sverige från A till Ö: geografisk-historisk uppslagsbok. Stockholm: Kommentus. Libris 9337075. ISBN 91-7345-139-8
3. ↑  Administrativ historik för Frinnaryd socken (Klicka på församlingsposten). Källa: Nationella arkivdatabasen, Riksarkivet.
4. ↑  Indelta soldater, torp och rotar i Jönköpings län Arkiverad 24 januari 2012 hämtat från the Wayback Machine. Jönköpingsbygdens Genealogiska Förening
5. 1 2  Sjögren, Otto (1931). Sverige geografisk beskrivning del 2 Östergötlands, Jönköpings, Kronobergs, Kalmar och Gotlands län. Stockholm: Wahlström & Widstrand. Libris 9939
6. 1 2 3  Nationalencyklopedin
7. ↑  Fornlämningar, Statens historiska museum: Frinnaryds socken
8. ↑  Fornminnesregistret, Riksantikvarieämbetet: Frinnaryds socken Fornminnen i socknen erhålls på kartan genom att skriva in sockennamn (utan "socken") i "Ange geografiskt område"
9. ↑  Mats Wahlberg, red (2003). Svenskt ortnamnslexikon. Uppsala: Institutet för språk och folkminnen. Libris 8998039. ISBN 91-7229-020-X. https://isof.diva-portal.org/smash/get/diva2:1175717/FULLTEXT02.pdf